# 1091 Spiraea
Az 1091 Spiraea (ideiglenes jelöléssel 1928 DT) egy kisbolygó a Naprendszerben. Karl Wilhelm Reinmuth fedezte fel 1928. február 26-án.